# 캐롤라인 전쟁
캐롤라인 전쟁(Caroline War)은 백년전쟁의 제2기로, 1369년-1389년에 해당한다.
1369년 프랑스 국왕 샤를 5세가 잉글랜드 국왕 에드워드 3세의 아들 흑태자를 파리로 소환했다. 흑태자는 거부했고, 이에 샤를 5세가 전쟁을 선포했다. 샤를은 에드워드 전쟁 말기 브레티니 조약으로 잃었던 영토들을 회복하기 시작했고 상당한 성공을 거두었다. 그 후계자 샤를 6세는 흑태자의 아들 리처드 2세와 1389년 휴전했다. 이번 휴전은 비교적 오래 지속되어 1415년 제3기인 랭커스터 전쟁이 개전했다.